# Arènes d'Aurice
Les  arènes d'Aurice,  dont la première construction remonte à 1949, sont les arènes municipales de la commune de Aurice située dans le département français des Landes, dans la région Nouvelle-Aquitaine.  

## Présentation
Ce sont des arènes municipales fixes, construites en bois. De facture typique des Landes, elles ne figurent pas sur la liste des monuments historiques, mais elles font partie des monuments du patrimoine régional. On peut les visiter toute l'année. Le ruedo comporte cinq pans coupés, la tribune couverte abrite soixante dix places. Elles ont été reconstruites en 1994 selon le style du modèle d'origine.  

## Tauromachie
Les arènes sont uniquement dédiées à la course landaise. Une feria unique se déroule sur quatre jours à la mi-août, du 14 au 18 pour l'année 2013. Ce village de moins de 700 habitants est situé dans le pays de l'Adour landais, à dominante rurale, « où les plus fervents aficionados revendiquent l'orthodoxie en matière de course landaise »